# Fulad-e-Khouzistan
 (octobre 2023).
Fulad-e-Khouzistan (en persan : مجتمع فولاد خوزستان, Compagnie des aciéries de Khouzistan) est une aciérie iranienne située dans la métropole d'Ahvaz, qui est actuellement le deuxième producteur d'acier brut en Iran après Fulad-e-Mobarakeh d'Ispahan. Les usines, d'une superficie de 8,3 km2, sont situées dans le voisinage de la ville d'Ahvaz (à 10 kilomètres de la route menant à Bandar-e Emam Khomeyni) et son bureau central est également situé à Ahvaz.

## Histoire
Fulad-e-Khouzistan est lancée le 1er avril 1967 en tant que premier complexe de production de fer et d'acier par procédé de réduction directe et four à arc électrique en Iran, mais elle a été inaugurée en 1989 par Ali Khamenei (président de l’époque). Fulad-e-Khouzistan, avec HEPCO, société des usines de Navard-e-looleh, usines de Navard-e-Shahin, Navard-e-Shahdad, Navard-e-Shahrokh, Complexe des métalliques industries de Khouzistan, Shahbaz Usine et de nombreuses mines iraniennes à l’instar de la mine de cuivre de Sar Cheshmeh, appartenait aux frères Rezaei avant la révolution iranienne. Lors de la première révolution, ils sont confisqués puis repris par le gouvernement.

## Produits
Selon les rapports de Fulad-e-Khouzistan Entreprise, la capacité de production de cette entreprise est de 3,8 millions de tonnes de lingots par an, dont 2 millions de tonnes sont exportées vers d'autres pays et le reste est vendu en Iran. Le prix de lingot de Fulad-e-Khouzistan constitue la base de calcul des prix à la bourse des marchandises, et la base de calcul de lingot de Fakhuz est principalement un ratio du taux de lingot de billette de CIS (plus de 90 % du taux de billette de CIS). La brame est également vendue à un prix plus élevé que les lingots de bloom et de billette[pas clair].

## Gallery
|  |
|  |

|  |
|  |

|  |
|  |

|  |
|  |